# Hasselblad-Stiftung

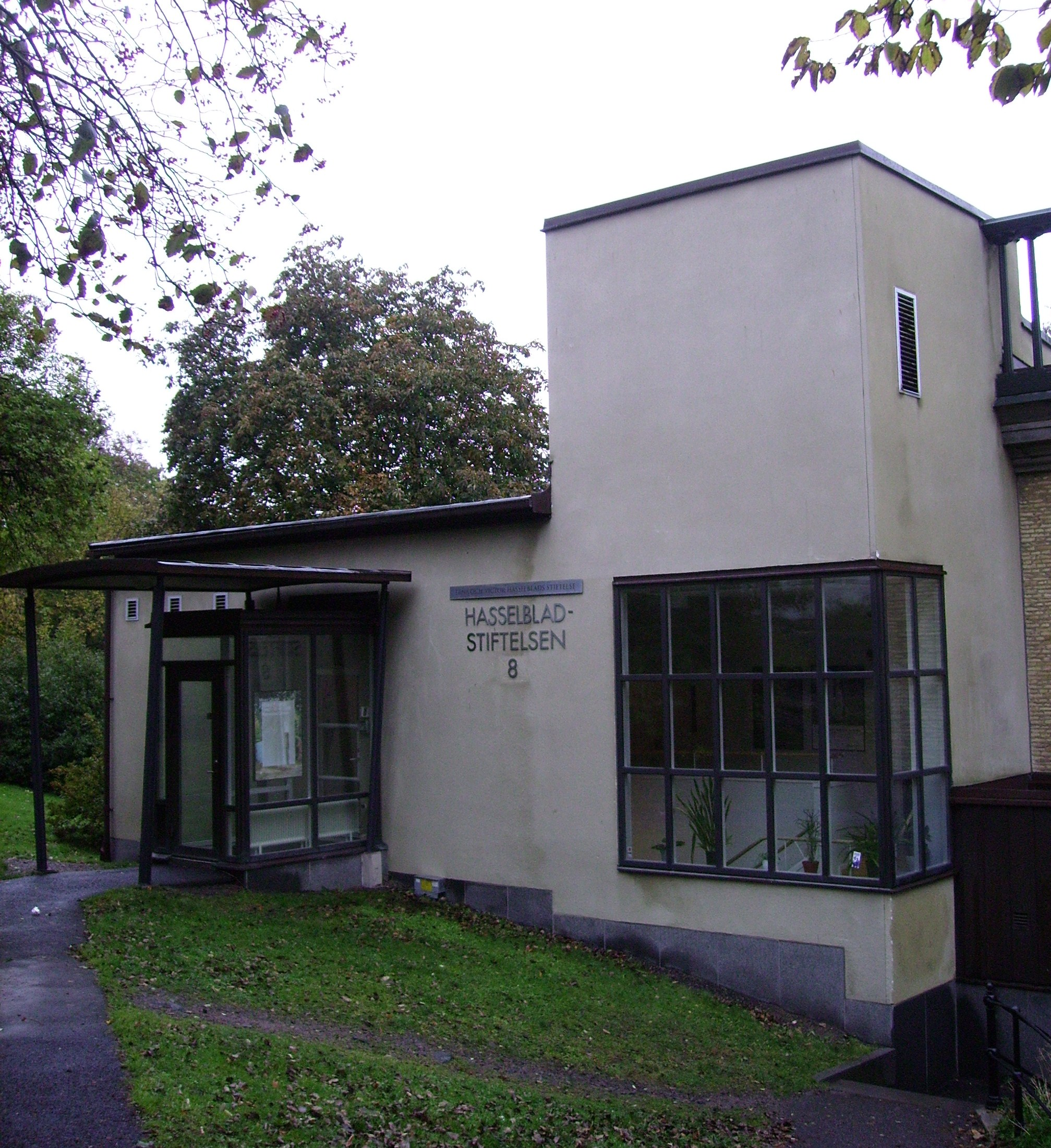
Das Stiftungsgebäude in Göteborg

Die Hasselblad-Stiftung (schwedisch Erna och Victor Hasselbladstiftelsen) ist eine unabhängige, nicht gewinnorientierte Stiftung mit Sitz in Göteborg.
1979 gegründet, ist ihr Zweck die Förderung von Forschung und akademischer Lehre in den Naturwissenschaften und der Fotografie. Die Stiftung verleiht außerdem jährlich den Hasselblad Award an einen Fotografen, dotiert mit 1 Mio. SEK. Vorsitzender des Direktoriums ist Göran Bengtsson.
Das Stiftungsvermögen stammt vom Hasselblad-Erben Victor Hasselblad († 1978), dessen Ehe mit Erna Nathhorst kinderlos blieb.

## Stipendien
Seit 2004 vergibt die Stiftung die Victor Fellowships zur beruflichen und künstlerischen Weiterentwicklung außerhalb Skandinaviens.
Das Grez-sur-Loing-Stipendium erlaubt einem schwedischen Fotografen, September und Oktober im Hôtel Chevillon bei Fontainebleau zu verbringen.
Das San Michele-Stipendium gewährt einen Aufenthalt in der Villa San Michele auf Capri.
Außerdem vergibt die Stiftung seit 2009 ein Stipendium für Naturfotografie.